# No Other Land
No Other Land is een Palestijns-Noorse documentairefilm uit 2024, geschreven en geregisseerd door Basel Adra, Hamdan Ballal, Yuval Abraham en Rachel Szor in hun regiedebuut. De film werd gemaakt door dit Palestijns-Israëlisch collectief van vier activisten als een daad van verzet op weg naar gerechtigheid tijdens het aanhoudende Israëlisch-Palestijns conflict in de regio. In een interview vertelden Basel en Yuval dat ze geen ervaring hadden met documentaires, maar dat ze elkaar vonden bij dit project vanwege de gedwongen verplaatsing van de Palestijnse gemeenschap in Masafer Yatta op de bezette Westelijke Jordaanoever.
Op 2 maart 2025 kreeg de film een Oscar voor beste documentaire tijdens de 97ste Oscaruitreiking.

## Verhaal
Basel Adra is een jonge Palestijnse activist die zich al sinds zijn kindertijd verzet tegen de gedwongen verplaatsing van zijn volk door het Israëlische leger in Masafer Yatta, een regio op de Westelijke Jordaanoever. Hij legt de geleidelijke vernietiging van zijn thuisland vast, waar het Israëlisch defensieleger (IDF) Palestijnse huizen afbreekt en hun bewoners verdrijft. Adra raakte bevriend met Yuval, een Israëlische journalist die hem helpt in zijn strijd. Ze vormen een onverwachte band, maar hun vriendschap wordt op de proef gesteld door de enorme kloof tussen hun leefomstandigheden: Basel kampt met constante militaire onderdrukking en geweld, terwijl Yuval geniet van vrijheid en veiligheid terwijl ze slechts een half uur bij elkaar vandaan wonen.

## Productie
Basel Adra, woonachtig in het dorpje at-Tuwani in Masafer Yatta ontmoette de Israëliërs Yuval Abraham en Rachel Szor vijf jaar daarvoor, toen Yuval als journalist naar het gebied kwam om over de omstandigheden te schrijven. Ze werden vrienden, maar ook samen activisten, en werkten aan artikelen over het gebied. Op een bepaald moment kregen ze het idee om een film te maken. Basels familie en buren hadden een enorm archief met video-films die in de loop van 20 jaar waren opgenomen. Ze werkten bijna vijf jaar samen en filmden veel. De documentaire werd gefilmd gedurende vier jaar, van 2019 tot oktober 2023. Het Israëlische leger kwam twee keer Basels huis binnenvallen om computers en camera's in beslag te nemen. Ondanks de stressvolle situatie lukte het hen om de film rond te krijgen.

## Release en ontvangst
No Other Land ging op 16 februari 2024 in première op het Internationaal filmfestival van Berlijn in de Panorama-sectie.
Bij het in ontvangst nemen van hun prijs in Berlijn zei Yuval: "We are standing in front of you. Now, we are the same age. I am Israeli, Basel is Palestinian. And in two days, we go back to a land where we are not equal,” Abraham said onstage at Berlinale while accepting the Best Documentary Award alongside Adra. “I am under civilian law; Basel is under military law. We live 30 minutes from one another but I have voting rights. Basel does not have voting rights. I am free to move where I want in this land. Basel, like millions of Palestinians, is locked in the occupied West Bank. This situation of apartheid between us, this inequality, has to end." De Israëlische nieuwszender channel 11 noemde het "antisemitisch". Sinds die tijd kreeg Yuval doodsbedreigingen.
De documentaire was in 2024 te zien op een groot aantal internationale filmfestivals waaronder het Internationaal filmfestival van Karlsbad, het Internationaal filmfestival van Toronto en het Film Fest Gent en won een zestigtal prijzen. Hij werd door Cineuropa op de derde plaats gezet in de top-25 van beste Europese films van 2024.
De film kreeg positieve kritieken van de filmcritici, met een score van 100% op Rotten Tomatoes, gebaseerd op 49 beoordelingen.
Op 23 januari 2025 werd de film genomineerd voor de Oscar voor beste documentaire. Basel sprak de hoop uit dat men zich door de documentaire in Israël en daarbuiten bewust wordt van de benarde situatie van zijn belegerde gemeenschap op de Westelijke Jordaanoever. Hij memoreerde dat de sancties die president Joe Biden tegen een aantal kolonisten had ingesteld door president Donald Trump werden opgeheven. "This is the worst period we have ever lived through. It's hard to say anything encouraging because the situation is so terrible," says Basel Adra. "I just saw what U.S. President Donald Trump did. He canceled the sanctions that had been imposed on some settlers by the Biden administration. Clearly, he has no compunctions about officially handing the West Bank over to Israel. Neither international law nor moral justice will prevent Israel and the United States from expelling us."
Op 2 maart 2025  namen Basel en Yuval voor hun documentaire de Oscar in ontvangst: "We made this film, Palestinians and Israelis, because together, our voices are stronger." Deze uitreiking vond plaats in het Dolby Theater in Hollywood, California.

## Israëlische reacties
De Israëlische (Likoed) minister van Cultuur Miki Zohar drong er daarna bij Israëlische filmtheaters en culturele instituten op aan 'No Other Land' niet te vertonen. Volgens hem is het anti-Israëlische propaganda, en tast het "eenzijdige en abstracte verhaal Israëls reputatie in oorlogstijd aan."
Op 7 maart 2025 vertoonde de grassroots-beweging Standing Together de documentaire voor ruim honderd studenten op de Universiteit van Haifa.

### Aanval op Hamdan Ballal
Op 24 maart werd de Palestijnse regisseur Hamdan Ballal in zijn geboortedorp en woonplaats Susiya in Masafer Yatta, waar de dorpelingen bijeen waren voor een iftarmaaltijd, omringd en aangevallen door een groep van ongeveer vijftien gewapende en gemaskerde Israëlische kolonisten. De kolonisten brachten vernielingen aan en vernielden Ballal's auto door het gooien van stenen en staken een band lek. De Israëlische politie en het leger waren er bij maar lieten de kolonisten hun gang gaan. Yuval Abraham en Basel Adra waren er getuige van dat Ballal mishandeld werd en onder het bloed zat. Tijdens zijn behandeling in een ziekenauto werd hij daaruit weggehaald en meegevoerd door Israëlische militairen. Ook acht andere Palestijnen raakten gewond.
Volgens zijn eigen relaas was Ballal daar om een aanval van een kolonist op het huis van zijn buren te documenteren. Toen hij tijdens de aanval besloot naar zijn woning terug te keren, werd hij achtervolgd door een kolonist en twee soldaten. Voor zijn huis werd hij aangevallen en mishandeld en bedreigd door de kolonist en de soldaten. Hij werd weggevoerd en gedetineerd in een politiebureau in de illegale nederzetting Kiryat Arba. Na een koude nacht onder een airconditioner, geblinddoekt op de kale vloer van een militaire basis, werd hij weer vrijgelaten. Basel Adra, die erbij was toen Ballal werd meegenomen door militairen, zei "Dit is hoe ze Masafer Yatta van de kaart vegen."
De Academy of Motion Picture Arts and Sciences, de organisatie die onder meer de Oscars uitreikt, verontschuldigde zich dat ze Hamdan Ballal (persoonlijk) en de film niet direct erkenning hadden betuigd. De excuses kwamen na een kritische brief erover, die ondertekend was door zo'n zevenhoderd leden, onder wie veel bekende acteurs.
Het Israëlisch defensieleger (IDF) ontkende dat Ballal was mishandeld door kolonisten en daarna door soldaten uit de ambulance was meegevoerd. Het zei dat er drie Palestijnen en een Israëli waren gearresteerd op verdenking van stenen-gooien naar veiligheidstroepen.

## Prijzen en nominaties
De belangrijkste:
| Jaar | Prijs                                   | Categorie                                          | Genomineerde(n)                                    | Uitslag     |
| ---- | --------------------------------------- | -------------------------------------------------- | -------------------------------------------------- | ----------- |
| 2025 | Academy Awards (Oscars)                 | Beste documentaire                                 | Beste documentaire                                 | Gewonnen    |
| 2025 | Film Independent Spirit Awards          | Beste documentaire                                 | Beste documentaire                                 | Gewonnen    |
| 2025 | British Academy Film Awards             | Beste documentaire                                 | Beste documentaire                                 | Genomineerd |
| 2025 | Satellite Awards                        | Beste documentaire                                 | Beste documentaire                                 | Genomineerd |
| 2024 | Europese Filmprijzen                    | Beste documentaire                                 | Beste documentaire                                 | Gewonnen    |
| 2024 | Internationaal filmfestival van Berlijn | Panorama Publieksprijs voor Beste Documentairefilm | Panorama Publieksprijs voor Beste Documentairefilm | Gewonnen    |
| 2024 | Internationaal filmfestival van Berlijn | Beste documentaire                                 | Beste documentaire                                 | Gewonnen    |